# Erythrocebus patas
El mono patas (Erythrocebus patas) es una especie de primate catarrino de la familia Cercopithecidae propia del África oriental. Es la única especie del género Erythrocebus. Estos monos evitan los bosques y habitan en las sabanas y zonas semidesérticas. El mono patas alcanza los 85 cm de longitud, excluyendo la cola que mide 75 cm. Hay un evidente dimorfismo sexual porque el peso de los machos es de 7 a 13 kg mientras que las hembras pesan de 4 a 7 kg. Su pelo es de color rojizo más oscuro en la cabeza. Los machos presentan melena, barba y bigotes. Alcanza velocidades de 55 km/h, siendo el primate más rápido.
Vive en grupos de 7 a 15 individuos que son conducidos por un viejo macho. Son de hábitos diurnos y se alimentan principalmente de insectos, frutos, hojas, e incluso de huevos y pequeños mamíferos. Al anochecer trepan a los árboles para pasar la noche.
Se le estima una longevidad de unos 20 años.
El período de gestación es de 160 a 167 días.